# Escuela de Amberes

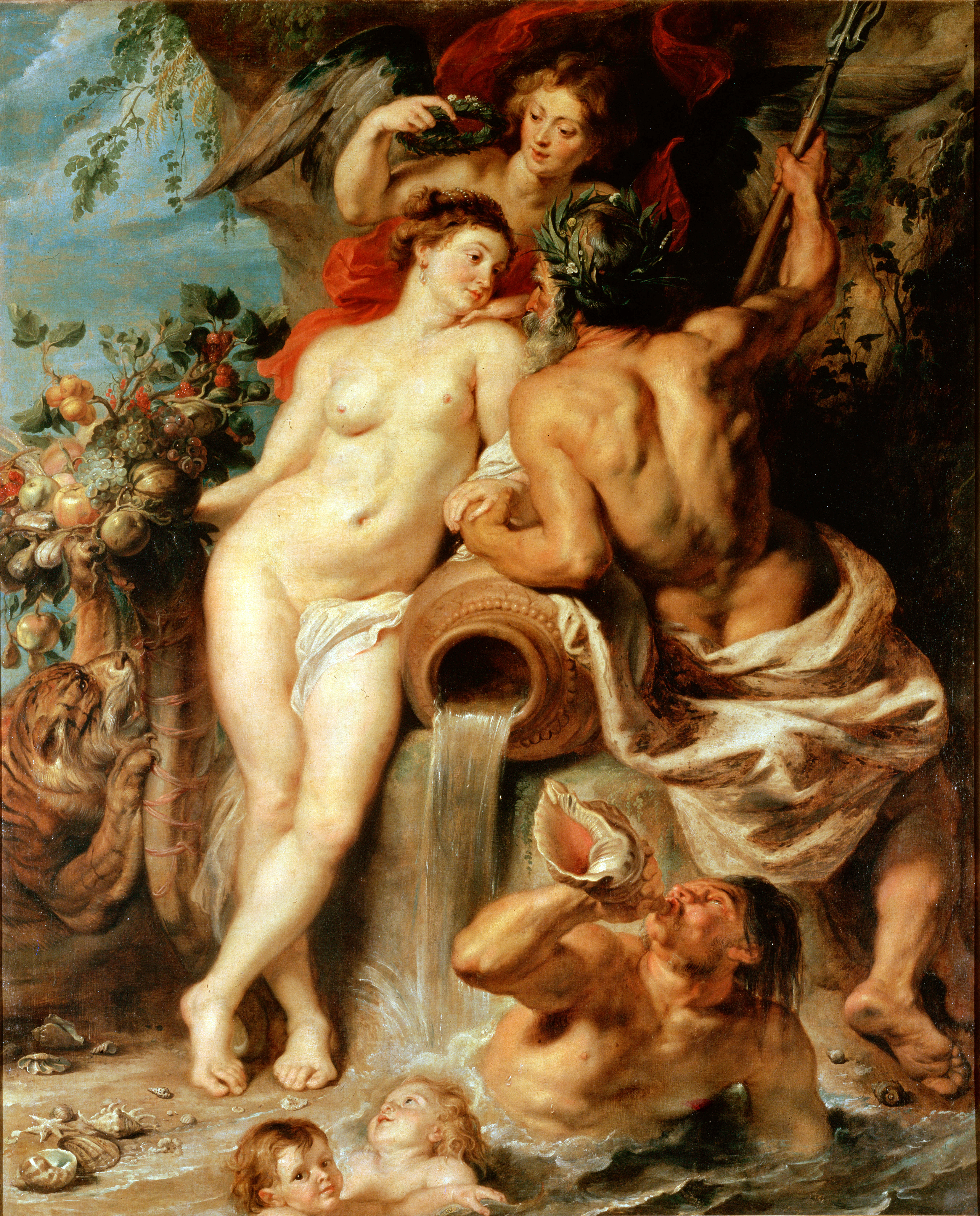
Pedro Pablo Rubens: La unión de la Tierra y el Agua (Amberes y el Escalda).

La Escuela de Amberes es una expresión para los artistas activos en Amberes, primero durante el siglo XVI cuando la ciudad era el centro económico de los Países Bajos, y luego durante el siglo XVII cuando se convirtió en la fortaleza artística del Barroco flamenco bajo Pedro Pablo Rubens.

## Historia
Amberes sustituyó a Brujas como principal centro comercial de los Países Bajos alrededor de 1500. Los pintores, artistas y artesanos se unieron a la Guilda de San Lucas, que formaba a los aprendices y garantizaban la calidad. 
La primera escuela de artistas que surgió en la ciudad fueron los manieristas de Amberes, un grupo de pintores anónimos góticos tardíos activos en la ciudad desde alrededor del año 1500 hasta 1520. Les siguieron los manieristas de tradición italiana que se desarrolló al final del Alto Renacimiento. Jan Mabuse fue el principal artista de la ciudad en esta época. Otros artistas, como Frans Floris, siguieron este estilo.
Las revueltas iconoclásticas (Beeldenstorm en holandés) de 1566 que precedieron a la Guerra de los Ochenta Años#Revuelta Holandesa dieron como resultado la destrucción de muchas obras de arte religioso, después de lo cual las iglesias y los monasterios tuvieron que volverse a amueblar y redecorar. Artistas como Otto van Veen y miembros de la familia Francken, trabajando en un estilo manierista tardío, proporcionaron nueva decoración religiosa. También marcó el principio del declive económico de la ciudad, cuando el río Escalda quedó bloqueado por la República Holandesa en 1585 y el comercio disminuyó.
La ciudad experimentó un renacimiento artístico en el siglo XVII. Los grandes talleres de Pedro Pablo Rubens y Jacob Jordaens, y la influencia de Anton van Dyck, hicieron de Amberes el centro del Barroco flamenco.  La ciudad era un centro de publicación internacionalmente significativo, y tenía una enorme producción de grabados de antiguos maestros e ilustraciones de libros. Los pintores especialistas en animales, como Frans Snyders, Jan Fyt y Paul de Vos, dominaron esta especialidad en Europa durante el menos la primera mitad del siglo. Muchos artistas se unieron a la guilda de romanistas, una sociedad para la que se exigía haber visitado Roma. Pero conforme la economía continuó declinando, y los gobernadores Habsburgo y la iglesia redujeron su mecenazgo, muchos artistas formados en Amberes se marcharon a los Países Bajos, Inglaterra, Francia y otros lugares, y para finales del siglo XVII Amberes ya no era un gran centro principal del arte.  
El legado artístico de Amberes está representado en muchos museos , y las pinturas de la Escuela de Amberes logran altos precios en las subastas.

### 

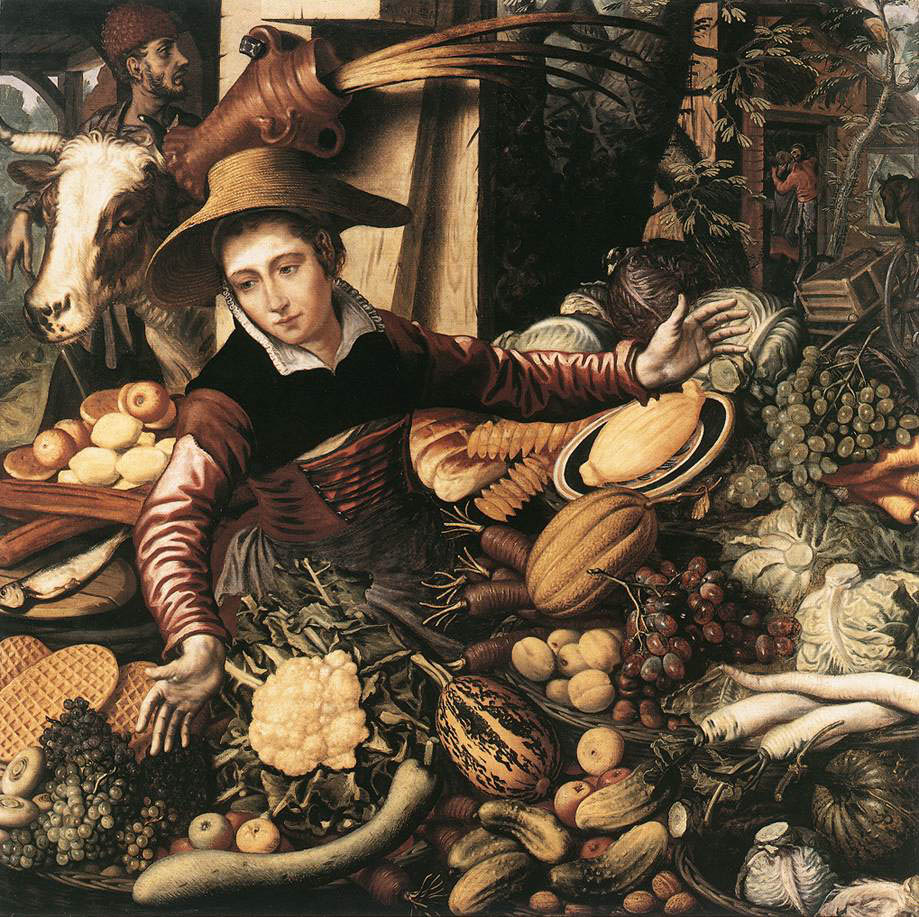
Pieter Aertsen: Vendedora de hortalizas, 1567.

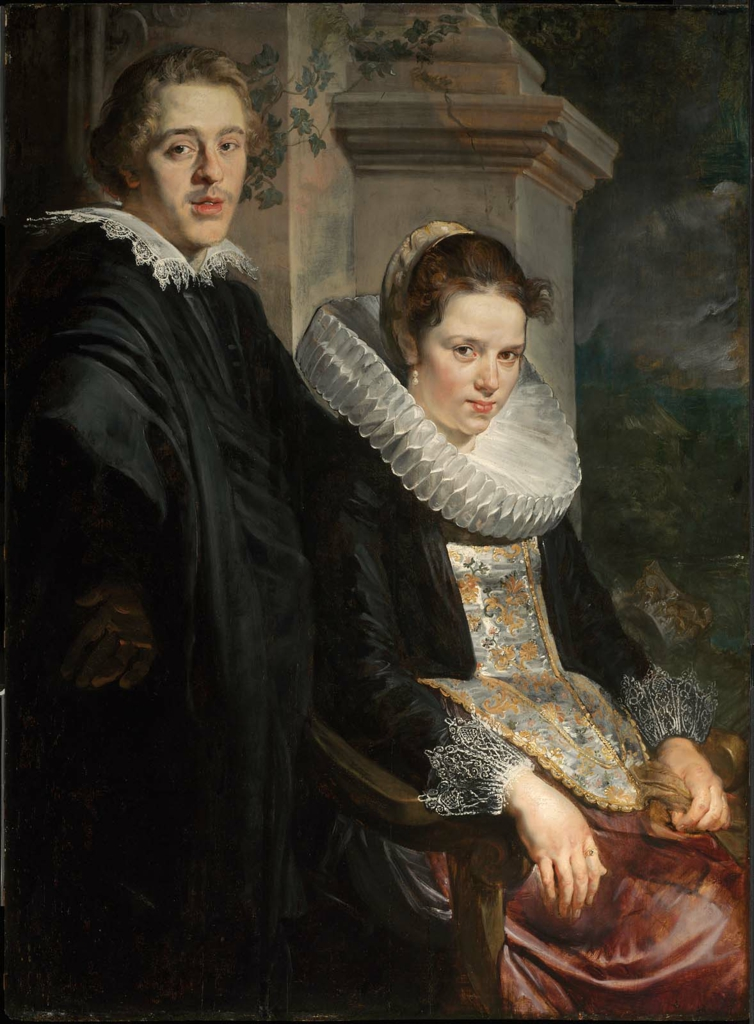
Jacob Jordaens: Retrato de una joven pareja casada, 1615-1620.

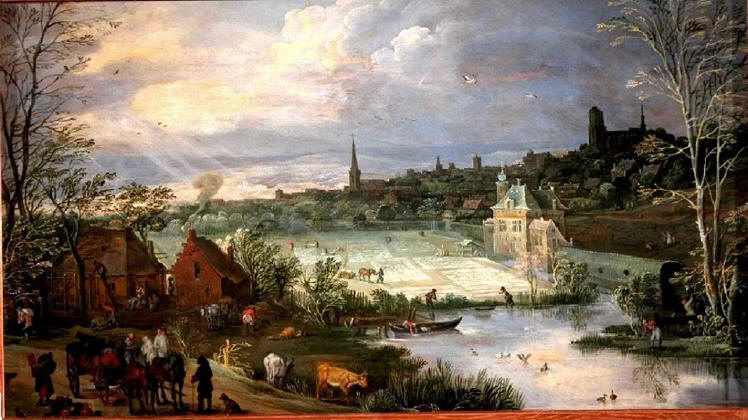
Joos de Momper: La primavera, antes de 1635.

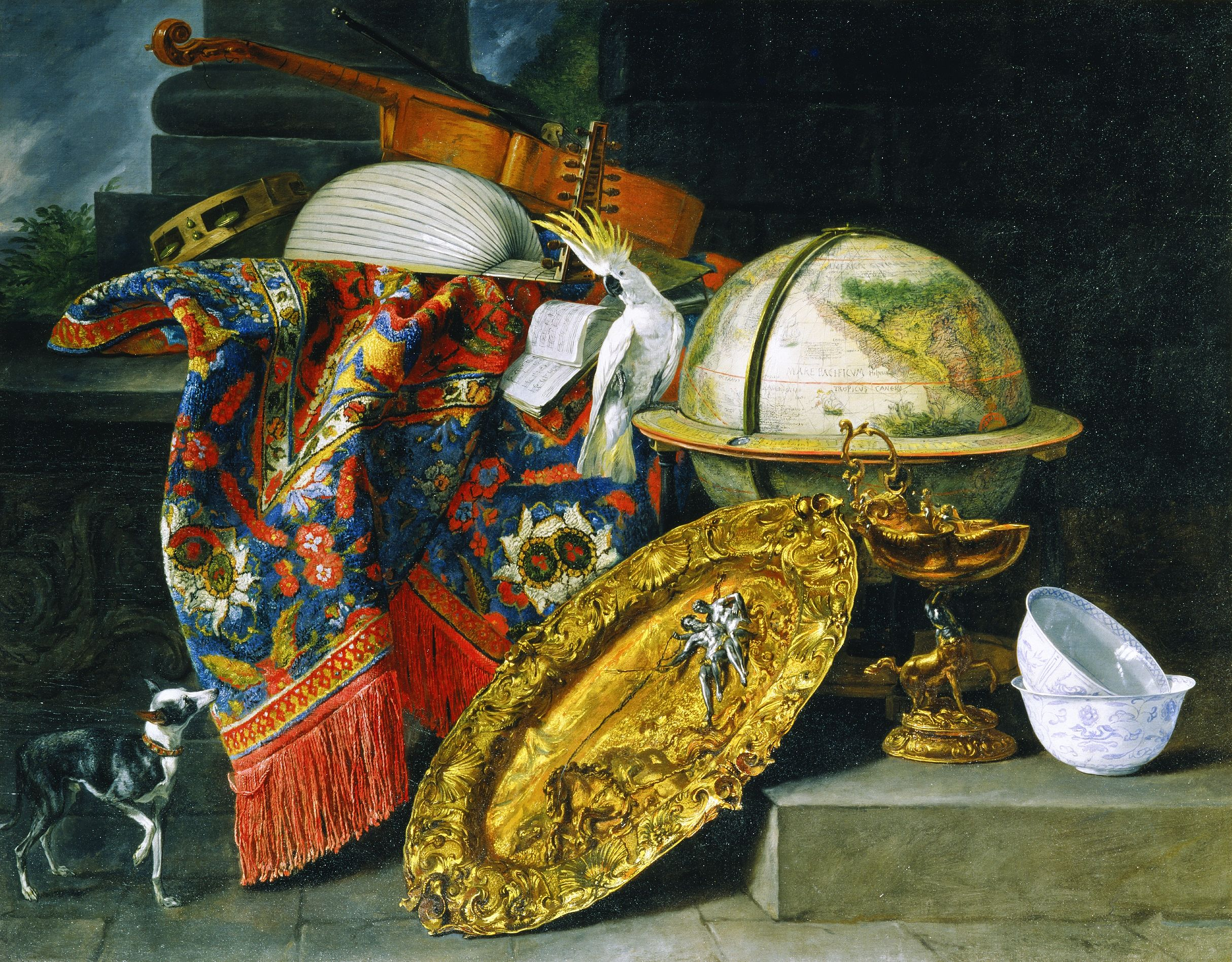
Pieter Boel: Bodegón, h. 1658.

## Artistas de la escuela de Amberes

### sigloXVI
- Pieter Aertsen
- Paul Bril
- Pieter Brueghel el Viejo
- Joos van Cleve
- Gillis van Coninxloo
- Frans Floris
- Ambrosius Francken el Viejo
- Frans Francken el Viejo
- Hieronymus Francken el Viejo
- Lucas de Heere
- Jan Sanders van Hemessen
- Jan Massys
- Quentin Matsys
- Joos de Momper
- Jan Mabuse
- Adam van Noort
- Joachim Patinir
- Frans Pourbus el viejo
- Frans Pourbus el joven
- Bartholomeus Spranger
- Otto van Veen
- Marten de Vos

### sigloXVII
- Hendrick van Balen
- Pieter Boel
- Adriaen Brouwer
- Jan Brueghel el Viejo
- Jan Brueghel el Joven
- Pieter Brueghel el Joven
- Gaspar de Crayer
- Abraham van Diepenbeeck
- Anthony van Dyck
- Frans Francken el Joven
- Hieronymus Francken (II)
- Jan Fyt
- Jacob Jordaens
- Erasmus Quellinus II
- Pedro Pablo Rubens
- Daniel Seghers
- Jan Siberechts
- Frans Snyders
- David Teniers el Joven
- Theodor van Thulden
- Adriaen van Utrecht
- Cornelis de Vos
- Paul de Vos
- Jan Wildens
- Thomas Willeboirts Bosschaert